# Sterowiec Yamady Nr 4
Sterowiec Yamady Nr 4 – czwarty sterowiec zaprojektowany i zbudowany przez Isaburō Yamadę.

## Tło historyczne
Pierwszy lot balonu w Japonii odbył się w kwietniu 1876 i już w rok później dowództwo Armii Japońskiej rozpoczęło eksperymenty z użyciem balonów na uwięzi. Jednym z pionierów baloniarstwa w Japonii był Isaburō Yamada, który opracował szereg różnego typu balonów, używanych przez Armię Japońską między innymi w czasie oblężenia Port Artur. Yamada nie tylko zaprojektował i wybudował używane przez Armię balony, ale sam czternastokrotnie wzbił się na ich pokładzie w powietrze w czasie oblężenia. W 1909 do Japonii przybył Benjamin Hamilton ze sterowcem własnej konstrukcji. Na jego pokładzie, w czerwcu 1909, wykonał w Tokio pierwszy w Japonii lot aerostatem tego typu. Yamada już wcześniej zaprojektował własny sterowiec (zachowany opis i plany wskazują na to, że nie był projekt możliwy do zrealizowania) ale zapoznawszy się z konstrukcją Hamiltona, Yamada zaprojektował i zbudował w 1910 pierwszy japoński sterowiec znany jako Sterowiec Yamady Nr 1, który odbył tylko jeden lot i w 1911 bardziej udane Nr 2 i Nr 3.

## Sterowiec Yamady Nr 4
W dostępnych źródłach zachowało się bardzo niewiele informacji na temat tego sterowca.  Wiadomo, że był on napędzany 75-konnym silnikiem i prawdopodobnie powstał jako ulepszona wersja sterowców Nr 2 i Nr 3.
Większość źródeł zgadza się, że Nr 3 został sprzedany do Chin ale także z zastrzeżeniem, że nie jest to pewna informacja i być może dotyczy ona sterowca Nr 4.